# Jean-Nicolas Champy
Pour les articles homonymes, voir Champy.
Jacques Pierre dit Nicolas Champy, né le 17 novembre 1777 à Dijon (paroisse S Pierre) et mort en 1801 au Caire, est un chimiste français.

## Biographie
Il était le fils de Jacques-Pierre Champy de Boizerand et de Bernarde Enguerrand. Élève de l'École polytechnique en 1794, il suivit son père Jacques-Pierre Champy en Égypte.. Il mourut au Caire de la peste.